# Legia Warszawa (boks)
Legia Warszawa, właśc. Klub Bokserski „Legia” Warszawa – polski klub bokserski utworzony w 1931 roku, należący do klubu sportowego CWKS Legia Warszawa. Ma siedzibę przy ul. Waldorffa 31 w Warszawie.

## Historia

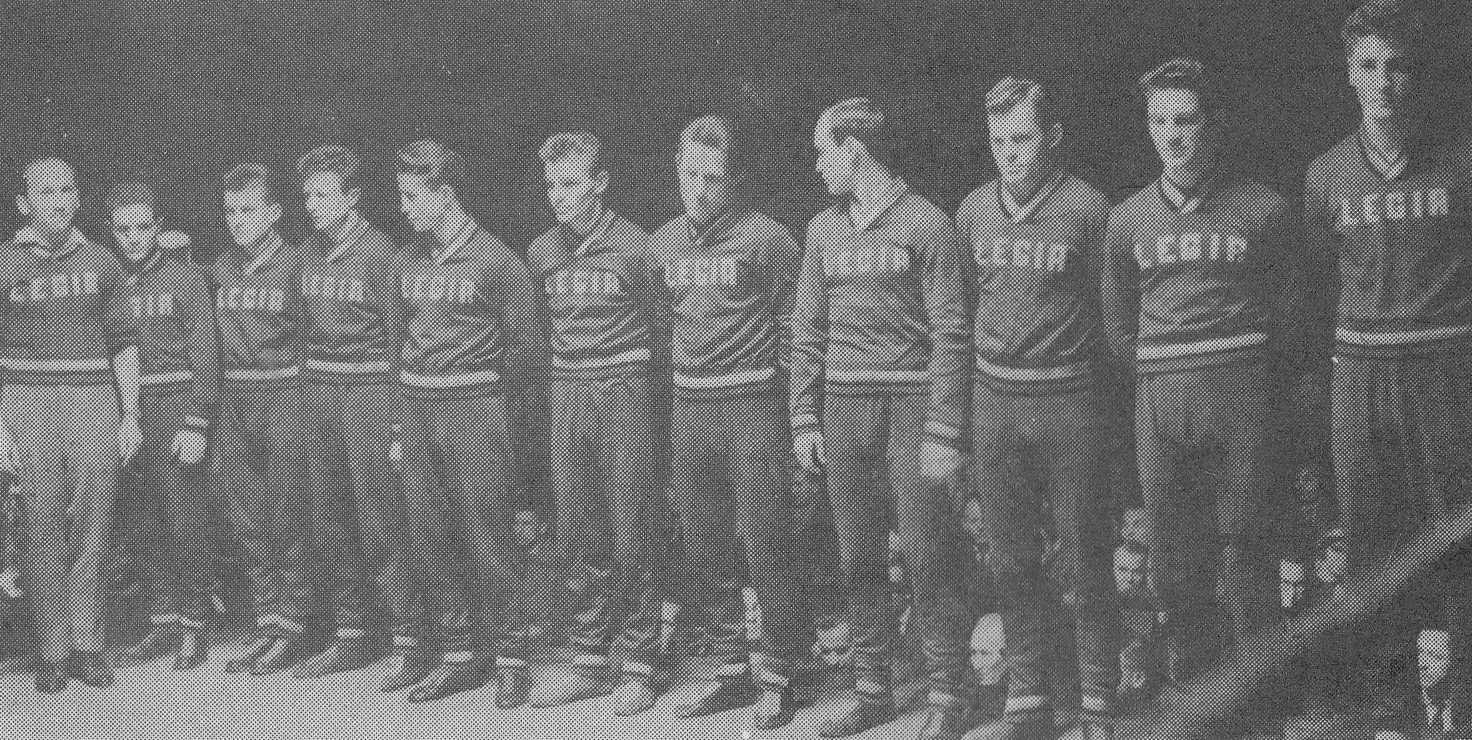
Zawodnicy Legii z trenerem Stanisławem Wasilewskim (pierwszy z lewej), 1961

Sekcja bokserska CWKS Legia oficjalnie powstała w 1931 roku, lecz już wcześniej uprawiano w tym klubie boks. 
Przed II wojną światową trenerem tej sekcji był Feliks Stamm, a do wyróżniających się zawodników należeli: Kazimierz Doroba, Piotr Mizerski, Edward Łaukedrey, Tadeusz Pietrzykowski.
Pierwsze sygnały o podjęciu przez „Legię" pięściarskich rękawic po II wojnie światowej sięgają lipca 1946 r. Wówczas klub zorganizował kurs bokserski dla młodzieży z Warszawy. 
Pierwszym powojennym trenerem Legii został Stanisław Zalewski. Od tego czasu rozwój pięściarstwa przy ulicy Łazienkowskiej potoczył się niemal błyskawicznie. 
Początki nie były łatwe, jednak dzięki zapałowi ówczesnych działaczy i wytężonej pracy trenerów: Stanisława Zalewskiego, Piotra Mizerskego, Feliksa Stamma, Bronisława Strzelca, Aleksandra Grądkowskiego i Stanisława Wasilewskiego w niedługim czasie nastąpiły pierwsze sukcesy.
Dumą klubu był fakt, iż zawodnik CWKS „Legia” Józef Grudzień w 1964 podczas Igrzysk Olimpijskich w Tokio zdobył złoty medal olimpijski. Na najwyższym olimpijskim podium podczas Igrzysk Olimpijskich w Monachium stanął również Jan Szczepański w 1972. 
Srebrne medale olimpijskie zdobyli: Józef Grudzień w 1968 (Meksyk) i Wiesław Rudkowski w 1972 (Monachium). Brązowe wywalczyli: Henryk Niedźwiedzki i Zbigniew Pietrzykowski w 1956 (Melbourne), Janusz Gortat w 1972 (Monachium) i 1976 (Montreal), Kazimierz Szczerba w 1976 (Montreal) i 1980 (Moskwa), Krzysztof Kosedowski w 1980 (Moskwa) oraz Henryk Petrich i Andrzej Gołota w 1988 (Seul). 
Mistrzostwo Europy wywalczyli: Henryk Kukier w Warszawie 1953, Józef Kruża w Warszawie 1953, Leszek Drogosz w Warszawie 1953, Zbigniew Pietrzykowski w Berlinie Zach. 1955, Kazimierz Paździor w Pradze 1957, Józef Grudzień w Rzymie 1967, Jan Szczepański w Madrycie 1971, Wiesław Rudkowski w Katowicach 1975, Andrzej Biegalski w Katowicach 1975 oraz Bogdan Gajda w Halle 1977.
Wicemistrzostwo Europy zdobyli: Tadeusz Grzelak w Warszawie 1953, Jan Gałązka w Berlinie 1965, Józef Grudzień w Berlinie 1965, Wiesław Rudkowski w Belgradzie 1973, Janusz Gortat w Belgradzie 1973 i Krzysztof Kosedowski w Tampere 1981 oraz Henryk Petrich w Turynie 1987.
Pięściarze CWKS „Legia” 21-krotnie zdobyli tytuł drużynowego mistrza Polski, w tym w 1985, w 1986. Legioniści zdobywali srebrny medal w 1976, 1988.
W 1989 drużyna seniorów została wycofana z zawodów o drużynowe mistrzostwo Polski i sekcja ograniczyła się do pracy szkoleniowej tylko z juniorami.